# Adolf Horak
Adolf Horak (ur. 18 lutego 1880 w Łodzi, zm. 5 czerwca 1955 w Bielefeld) – największy przedsiębiorca i jedna z najbardziej znaczących osób międzywojennej Rudy Pabianickiej, działacz ruchu baptystycznego w II Rzeczypospolitej.

## Życiorys
Od 1902 zarządzał majątkiem rodzinnym (do ok. 1912 razem z bratem Gustawem), w skład którego wchodziła wówczas fabryka włókiennicza przy ul. Piekarskiej na Bałutach, produkująca głównie tkaniny fartuchowe oraz skład mieszczący się przy ul. Piotrkowskiej 149. Uruchomił także w Warszawie skład firmowy. Po I wojnie światowej Adolf otworzył w Zelowie fabrykę fartuchów. W czasie sprawowania przez niego zarządu wzrosła liczba zatrudnionych przez niego pracowników z 20 w 1908 do 96 w 1913. Około 1912 wszedł w spółkę z Mozesem Grosem i Salomonem Rezonem. Razem założyli spółkę „Fabryka Wyrobów Wełnianych i Bawełnianych Horak, Gros i Rozen”.
W 1921 zakupił działkę przy ul. Staszica 184/186 (obecnie ulica Pabianicka) a wkrótce także działkę należącą poprzednio do Kolumny Sanitarnej Wojska Polskiego (obie działki w Rudzie Pabianickiej). W latach 1926–1928 zbudowano tam fabrykę. W 1928 nastąpiło przekształcenie zakładów włókienniczych w spółkę akcyjną z kapitałem 5 000 000 zł podzieloną na 5000 akcji po 100 zł. W 1928 zakłady zatrudniały ok. 1000 robotników i 28 osób personelu technicznego i pracowników biurowych.
Adolf Horak zasiadał w zarządzie Unii Zborów Baptystów Języka Niemieckiego w Polsce. Od 1921 był współwłaścicielem Towarzystwa Wydawniczego „Kompas”, wydającego pisma i broszury dotyczące baptyzmu. Za szeroką działalność społeczną został w 1935 uhonorowany tytułem Honorowego Mieszkańca Miasta Ruda Pabianicka.
Po II wojnie światowej zakłady Horaka znacjonalizowano i przekształcono w Zakłady Przemysłu Bawełnianego im. Armii Ludowej „Alba”.

### Życie prywatne
Był synem Józefa Horaka (zm. 1904) pochodzącego ze Zduńskiej Woli oraz Otylii Pauliny z domu Forwerk. Miał brata Gustawa (ur. 1883) oraz siostry: Lidię (ur. 1881) i Idę (ur. 1884).
Z żoną Friedą miał dwóch synów – Adolfa Gustawa, męża Katarzyny Mohr (ur. 1906, zm. 2002)oraz Jan Zygfryda i trzy córki: Ruth (żonę Adolfa Speidla), Ingeborgę (żonę Ellisa Speidla), Katarzynę (żonę Jerzego Bogdanowa).